# Пельгжимовице (Малопольское воеводство)
Пельгжимови́це (пол. Pielgrzymowice) — село в Польше в сельской гмине Михаловице Краковского повета Малопольского воеводства.

## География
Село располагается в 13 км от административного центра воеводства города Краков.
В 1975—1998 годах село входило в состав Краковского воеводства.

## Население
По состоянию на 2013 год в селе проживало 488 человек.
| 2010 | 2013 |
| ---- | ---- |
| 454  | 488  |

| Перепись  | Всего   | Всего | Женщины | Женщины | Мужчины | Мужчины |
| --------- | ------- | ----- | ------- | ------- | ------- | ------- |
| Единицы   | человек | %     | человек | %       | человек | %       |
| Население | 488     | 100   | 253     |         | 235     |         |